# Alexander Anaya
Alexander Anaya (Cartagena, Bolívar, Colombia; 29 de enero de 1980) es un exfutbolista colombiano. Jugaba como defensa y se retiró en el Unión Magdalena de Colombia.

## Clubes
| Club             | País     | Año         |
| ---------------- | -------- | ----------- |
| Real Cartagena   | Colombia | 2005 - 2011 |
| Unión Magdalena  | Colombia | 2012        |
| Valledupar F. C. | Colombia | 2013        |
| Unión Magdalena  | Colombia | 2013 - 2015 |

## Palmarés

### Torneos nacionales
| Título    | Equipo         | País     | Año  |
| --------- | -------------- | -------- | ---- |
| Primera B | Real Cartagena | Colombia | 2008 |